# PyQt
PyQt és un binding de la biblioteca gràfica Qt per al llenguatge de programació Python. La biblioteca està desenvolupada per l'empresa britànica Riverbank Computing i està disponible per Windows, GNU/Linux i Mac OS X sota diferents llicències.
L'agost de 2009, després d'intentar negociar amb Riverbank Computing l'alliberament de PyQt sota llicència LGPL sense aconseguir-ho, Nokia, propietària de Qt, allibera sota aquesta llicència un binding similar, anomenat PySide.

## Exemple senzill

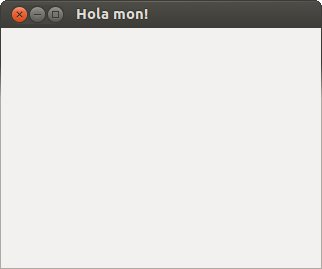
Resultat del codi en Ubuntu

```
 
import
 
sys

 
from
 
PyQt4
 
import
 
QtGui

 
class
 
finestraprincipal
(
QtGui
.
QMainWindow
):

 
def
 
__
 
init__
 
(
self
):

 
super
(
finestraprincipal
,
 
self
)
.
 
__init__
 
()

 
self
.
setWindowTitle
(
"hola món"
)

 
app
 
=
 
QtGui
.
QApplication
(
sys
.
argv
)

 
finestreta
 
=
 
finestraprincipal
()

 
finestreta
.
show
()

 
sys
.
exit
 
(
app
.
exec_
())

```